# Raymond Rohauer
Raymond Rohauer (1924, Buffalo, Nova York - 10 de novembre de 1987) fou un col·leccionista i distribuïdor de pel·lícules estatunidenca.

## Vida primerenca i carrera professional
Rohauer es va traslladar a Califòrnia el 1942 i va estudiar a Los Angeles City College. Rohauer va realitzar una pel·lícula experimental de cinc rodets de 16mm Whirlpool (1947) que no va tenir èxit. Posteriorment va participar en l'exhibició de cinema al Coronet Theatre des de 1950, que era, segons William K. Everson, un "estranya combinació d'art casolà, societat cinematogràfica i cinema d'explotació". Les pel·lícules que es mostraven al Coronet generalment es copiaven il·lícitament, provocant la irritació del Museum of Modern Art (MoMA) de la Ciutat de Nova York perquè Rohauer sovint es descuidava d'eliminar les funcions identificatives presents a les seves impressions.
El 1954 Rohauer va conèixer Buster Keaton i la seva esposa, Eleanor; la parella desenvoluparia una associació comercial amb ell per rellançar les pel·lícules de Keaton. El Coronet Theatre de Los Angeles, de la que Rohauer en participava, va exhibir El maquinista de la General que "Buster no havia vist ... durant anys i l'havia buscat per veure-la", va dir Eleanor Keaton el 1987. "Raymond va reconèixer Buster i la seva amistat va començar." Rohauer en aquell mateix article recorda: "Jo estava a la sala de projeccions. Vaig tenir una trucada que Buster Keaton era al vestíbul. Vaig baixar i allà es troba amb Eleanor. L'endemà em vaig reunir amb ell a casa seva, no em vaig adonar que anàvem a unir forces, però em vaig adonar que tenia una actitud descurada per les seves coses. Va dir: "No té valor. No sóc propietari dels drets." Keaton tenia gravats de les pel·lícules Three Ages, Sherlock Jr., Steamboat Bill Jr., College (falta un rodet) i els curtmetratges "The Boat" i "My Wife's Relations", que Keaton i Rohauer havien traslladat a una còpia de seguretat de deteriorar-se el material de pel·lícula de nitrat. S'han trobat altres gravats de les pel·lícules de Keaton a la casa de l'actor James Mason qui n'havia comprat la propietat a Keaton i l'havia cedit a Rohauer.
Rohauer era conegut per reclamar drets de les pel·lícules amb dubtosos pretextos; va perseguir batalles judicials per El naixement d'una nació, que finalment es trobava en domini públic, i altres clàssics. Va fer nous gravats del documental Olympia (1938) de Leni Riefenstahl, només per trobar que Riefenstahl encara estava viva i decidida a fer valer els seus drets com a veritable propietària. Rohauer i Riefenstahl finalment van acordar un acord. Sovint, Rohauer reeditava pel·lícules o inseriria nous títols de propietat, de manera que podia reclamar drets d'autor sobre elles i cobrar una taxa de llicència.

## Carrera posterior
A principis dels anys seixanta, Raymond Rohauer era conegut dins de la indústria del cinema com a principal font de pel·lícules mudes. El productor de televisió Jay Ward va adquirir les llicències mudes de Rohauer a la sèrie satírica de Ward Fractured Flickers.
Durant els anys seixanta, Rohauer va tornar a la costa oriental dels Estats Units i es va convertir en el comissari cinematogràfic de la Galeria d'Art Modern de Huntington Hartford a Nova York, encara que l'existència de la galeria va ser relativament breu. En alguns casos, va adquirir els drets sobre les històries de la propietat d'escriptors morts, per la qual cosa va obtenir The Sheik (1921), produïda per Paramount i protagonitzada per Rudolph Valentino. Alternativament, es van donar casos en què els escriptors vius ja no tenien els drets sobre la seva obra, com per exemple la novel·la de J.B. Priestley Benighted, que va ser la base per The Old Dark House (1932), pel·lícula de terror de James Whale de la Universal que es considerava perduda. Segons William K. Everson, afirmaria als contactes a l'estranger que havia guanyat plets que de fet, havia perdut o acceptar reserves per a pel·lícules mudes que ja no existien.
El mercat més gran de "The Rohauer Collection,", com es comercialitzava a la venda, va ser per a cinemes de reposició i col·legis. Rohauer, que va oferir pel·lícules mudes de Buster Keaton i comèdies de Mack Sennett (que també afirmava posseir), va distribuir còpies deliberadament de tercera categoria, amb les qualitats visuals de la pel·lícula arruïnades per un dur contrast i detalls esgotats. Aquestes còpies eren prou visibles per ser mostrades al públic, però no eren prou bones per ser copiades.
Rohauer va participar en la preservació de les sortides de les pel·lícules de Charlie Chaplin que es van salvar després que el cineasta es veiés obligat a abandonar els Estats Units el 1952. Aquest material va constituir la base de la sèrie Unknown Chaplin el 1983. Tal era la reputació de Rohauer en aquest camp que Kevin Brownlow, el coproductor d'aquesta sèrie i l'anterior Hollywood (1980), no havia permès abans al seu personal de producció utilitzar els recursos de Rohauer. Brownlow el considerava un "pirata", mentre que William K. Everson preferia el de "filibuster" ja que implica el "cert encant de cavaller que Rohauer posseïa".

## Mort i llegat
En aquell moment, es va informar que Rohauer va morir al St. Luke's–Roosevelt Hospital Center de Manhattan, ciutat de Nova York de complicacions degudes a infart miocardíac el 10 de novembre de 1987. Fonts posteriors asseguren que va morir per SIDA.

Els 700 títols acumulats per Rohauer van formar part de la Col·lecció de cinema de Cohen el 2011.Des del 2013 es troben en procés de restauració de les noves projeccions i publicació en DVD.